# إدوارد إلسورث جونز
إدوارد إلسورث جونز (بالإنجليزية: Edward Ellsworth  Jones)‏ (11 أغسطس 1926 - 30 يوليو 1993) كان عالما مؤثرا في علم النفس الاجتماعي، وهو معروف باسم والد أو مؤسس التزلف بسبب أعماله الرئيسية في المنطقة. عمل في جامعة ديوك وفي جامعة برينستون عام 1977. وفي دراسة استقصائية لعلم النفس العام، نشرت في عام 2002، صنفت جونز كأكثر علماء النفس ال 39 ذكرا في القرن العشرين.
وقد عُرف بتطويره لنظرية الاستدلال المراسل وكذلك في مجال العزو النفسي جنبا إلى جنب مع كيث ديفيس.